# Foreign Affair (chanson)
Pour les articles homonymes, voir Foreign Affair (homonymie).
Pistes de Crises
In High Places Taurus 3
Foreign Affair est une chanson interprétée par le musicien britannique Mike Oldfield accompagné par la chanteuse écossaise Maggie Reilly. Mike Oldfield a composé la musique et coécrit les paroles avec Maggie Reilly. Elle figure sur l'album Crises sorti le 27 mai 1983.
Avec son rythme répétitif joué par Simon Phillips avec une batterie Tama et un shaker, les synthétiseurs Fairlight CMI et Roland SH-1000 joués par Mike Oldfield, et le chant de Maggie Reilly sur des paroles rimées, la chanson plonge l'auditeur dans une atmosphère planante et hypnotique.
Bien qu'elle ne soit jamais sortie en single, Foreign Affair fait partie des chansons les plus connues de Mike Oldfield et de Maggie Reilly. Elle est incluse dans plusieurs compilations du musicien comme Elements - The Best of Mike Oldfield (1993) et dans celle de la chanteuse The Best of Maggie Reilly - There and Back Again (1998).
La chanson a été enregistrée à l'origine pendant les sessions de l'album Crises entre novembre 1982 et avril 1983 au studio d'Oldfield à Denham, Buckinghamshire. Sur "Foreign Affair", Oldfield joue un Fairlight CMI et un synthétiseur de cordes Roland,  Maggie Reilly assure le chant et le coproducteur Simon Phillips joue sur une batterie Tama et un shaker.

## Reprises
Foreign Affair a été reprise par plusieurs artistes, dont Wallis Franken qui la chante en français en 1984 sous le titre Étrange Affaire avec des paroles écrites par Guy Floriant.
En 2009, le groupe de dance belge Sylver la reprend avec succès, sa version atteint la 3e place de l'Ultratop 50 en Belgique et se classe 77e en Allemagne. Le chanteur français Mathieu Rosaz la reprend en 2017 sur l'album Ex-Fan des 80's. 
Ill (x-men) et Fredy K (ATK) ont utilisé un échantillon de Foreign Affair en 2003 pour la chanson Rien ne m'arrête.